# Bolivianische Auswanderung
Die Bolivianische Auswanderung bezeichnet die Emigration von Bolivianern ins Ausland. Bolivianer verlassen ihr Land hauptsächlich in die Nachbarländer, vor allem nach Argentinien, Brasilien und Chile, gefolgt von Spanien und den Vereinigten Staaten. Die Emigranten tun dies auf der Suche nach einer besseren Lebensqualität, Arbeit oder um zu studieren. Im Jahr 2020 lebten insgesamt 927.200 Bolivianer außerhalb des Landes. Das ist ein Anstieg von 35,2 % gegenüber 2010 und entspricht 7,4 % der in Bolivien geborenen Bevölkerung.

## Zielländer der Emigration (Auszug)
| Land               | Bolivianer           | Dunkelziffer                     |
| ------------------ | -------------------- | -------------------------------- |
| Argentinien        | 345.272 (Stand 2011) | 500.000 - 1.000.000 (Stand 2017) |
| Brasilien          | 50.640 (Stand 2012)  | 250.000 - 500.000 (Stand 2006)   |
| Spanien            | 163.553 (Stand 2013) | 300.000 (Stand 2012)             |
| Chile              | 122.733 (Stand 2018) |                                  |
| Vereinigte Staaten | 131.424 (Stand 2021) |                                  |
| Deutschland        | 87.475 (Stand 2023)  |                                  |
| Österreich         | 596 (Stand 2023)     |                                  |
| Schweiz            | 2.567 (Stand 2021)   |                                  |